# Croton
Croton L. es un género de la familia Euphorbiaceae de distribución pantropical. Comprende más de 1.100 especies descriptas, con varias subespecies y muchas variedades, algunas aceptadas y otras provisionalmente aceptadas.

## Descripción
Son árboles, arbustos o hierbas. Con hojas alternas o subopuestas debajo de las inflorescencias terminales, a veces palmadamente lobadas, pinnatinervias o palmatinervias; pecioladas, muy frecuentemente estipuladas, frecuentemente glandulares con tricomas, al menos en partes, estrellados o lepidotos, con látex al realizarle un daño en el tallo que oxida a color rojo; borde ligeramente aserrado y con un par de glándulas en la base, que se visualiza por el envés de la lámina. Las hojas que caen tornan de un color naranja.  Plantas monoicas o raramente dioicas. . Flores en racimos o espigas terminales o axilares; flores estaminadas con sépalos mayormente 5, imbricados o valvados, pétalos 5 o raramente ausentes, imbricados, disco entero o disecado, estambres mayormente 8–50, libres, filamentos inflexos en la yema, pistilodio ausente; flores pistiladas sésiles o pediceladas, sépalos mayormente 5–7, imbricados o valvados, enteros o dentados, pétalos 5 o ausentes, disco generalmente entero o lobado, ovario 3-locular, 1 óvulo por lóculo, estilos libres o casi así, bífidos o bipartidos a multífidos. Fruto capsular; semillas carunculadas.

## Características
Como todas las euforbiáceas el croton contiene un látex blanco, muy venenoso, que rebosa cuando se corta una rama o una hoja. Este látex, de color blanquecino, es compuesto de agua, gránulos de almidón, alcaloides, enzimas, sustancias proteicas, resinas y gomas. 
El miembro más conocido es Croton tiglium, llamado comúnmente croton o ricino, es un pequeño árbol o arbusto natural de Asia sur-oriental. El aceite de Croton, que se extrae de sus semillas, se usa en medicina herbaria como purgativo drástico. Hoy, al considerarse inseguro, se ha sustituido por modernos laxantes.

## Taxonomía
El género fue descrito por Carlos Linneo y publicado en Species Plantarum 2:1004. 1753. La especie tipo es: Croton tiglium L. 

### Etimología
El nombre genérico Croton que procede del griego Kroton, que significa "garrapata", debido a que sus semillas se asemejan a este ácaro.

## Especies más importantes
| - Croton abeggii Urb. & Ekman - Croton alabamensis E.A.Sm. ex Chapm. - Croton aridus P.I.Forst. - Croton bahamensis Millsp. - Croton californicus Müll.Arg. - Croton ciliatoglandulifer Ortega - canelillo de México - Croton coccymelophyllus Radcl.-Sm. & Govaerts - Croton conduplicatus Kunth - carcanapire macho - Croton coriaceus Kunth - saumerio de Quito - Croton coryi - Croton corylifolius Lam. - cuaba de ingenio - Croton corymbulosus - Croton dioicus Cab. - hierba del zorrillo - Croton draco Schltdl. - eztquahuitl - Croton eluteria (L.) W.Wright - cascarilla aromática de la Florida, copalchi de Costa Rica, quina aromática de la Florida - Croton ferrugineus Kunth - mosquera del Perú, mosqueta del Perú - Croton fragilis Kunth - carcanapire - Croton glabellus L. - caobilla de Cuba - Croton gossypiifolius Vahl - sangre de drago | - Croton hancei - Croton hibiscifolius Kunth ex Spreng. - sangre de drago - Croton humilis - Croton incamus - Croton laccifer L. - binonga de Filipinas - Croton lucidus L. - caobilla de costa - Croton malambo - Croton nitens Sw. - copalchi de Costa Rica, chacarilla de Bahamá, té de Santo Domingo - Croton niveus Jacq. - copalchi de México, copalchi de Tehuantepec, copalke de México, quina blanca de Méjico - Croton pseudochina - Croton quercetorum Croizat - Croton salutaris - croton setiger - Croton tiglium L. - granos de las Molucas, palo de las Molucas, pavana de la India, piñones de las Molucas - Croton verreauxii - Croton xalapensis |

## Sinonimia
- Agelandra Engl. & Pax
- Aldinia Raf.
- Angelandra Endl.
- Anisepta Raf.
- Anisophyllum Boivin ex Baill.
- Argyra Noronha ex Baill.

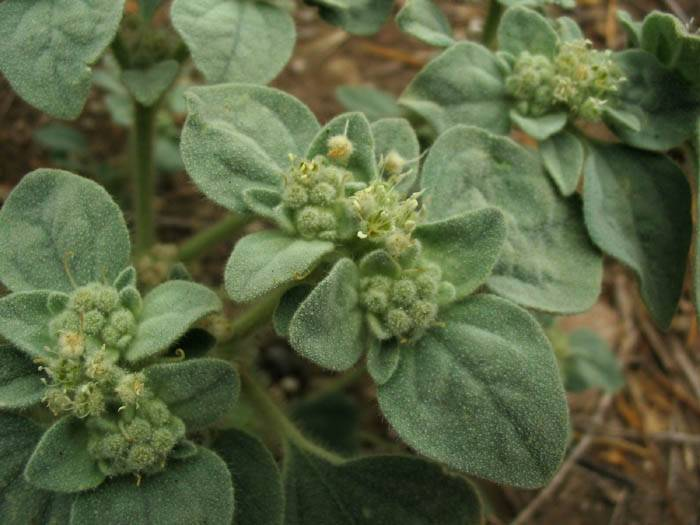
Croton setiger.

- Argyrodendron (Endl.) Klotzsch (non. F. Muell.)
- Aroton Neck. (1790), opus utique oppr.
- Astraea Klotzsch
- Astrogyne Benth.
- Aubertia Chapel. ex Baill.
- Banalia Raf.
- Barhamia Klotzsch
- Berhamia Klotzsch in B.Seemann (1853).
- Brachystachys Klotzsch
- Brunsvia Neck. (1790), opus utique oppr.
- Calyptriopetalum Hassk. ex Müll.Arg. in A.DC. (1866).
- Calypteriopetalon Hassk.
- Cascarilla Adans.
- Centrandra H.Karst.
- Cieca Adans.
- Cinogasum Neck. (1790), opus utique oppr.
- Cleodora Klotzsch
- Codonocalyx Klotzsch ex Baill.
- Comatocroton H.Karst.
- Cubacroton Alain (1960).
- Crotonanthus Klotzsch ex Schltdl.
- Crotonopsis Michx.
- Cyclostigma Klotzsch
- Decarinium Raf.
- Drepadenium Raf.
- Eluteria Steud.
- Elutheria L. (1768).
- Engelmannia Klotzsch
- Eremocarpus Benth.
- Eutrophia Klotzsch
- Eutropia Klotzsch (1841).
- Friesia Spreng.
- Furcaria Boivin ex Baill.
- Geiseleria Klotzsch
- Gynamblosis Torr.
- Halecus Raf.
- Hendecandras Eschsch.
- Heptallon Raf.
- Heterochlamys Turcz.
- Heterocroton S.Moore
- Julocroton Mart.
- Klotzschiphytum Baill.
- Kurkas Raf.
- Lascadium Raf. (1817).
- Lasiogyne Klotzsch
- Leontia Rchb. (1828).
- Leptemon Raf.
- Leucadenia Klotzsch ex Baill.
- Luntia Neck. ex Raf.
- Macrocroton Klotzsch
- Medea Klotzsch
- Merleta Raf.
- Moacroton Croizat (1945).
- Monguia Chapel. ex Baill.
- Myriogomphus Didr.
- Ocalia Klotzsch
- Oxydectes Kuntze
- Palanostigma Mart. ex Klotzsch
- Penteca Raf.
- Pilinophyton Klotzsch
- Piscaria Piper
- Pleopadium Raf.
- Podostachys Klotzsch
- Saipania Hosok.
- Schradera Willd.
- Semilta Raf.
- Schousboea Willd. (1799).
- Tiglium Klotzsch
- Timandra Klotzsch
- Tridesmis Lour.
- Triplandra Raf.
- Vandera Raf.[9][2]